# Emblème de la république socialiste soviétique d'Azerbaïdjan
L'emblème de la république socialiste soviétique d'Azerbaïdjan a été adopté en 1937 par le gouvernement de la république socialiste soviétique d'Azerbaïdjan. L'emblème est basé sur celui de l'Union soviétique,.
Les armoiries disposent d'une plate-forme de forage représentant Bakou et ses riches gisements de pétrole ; derrière elle un lever de soleil se dresse, symbolisant l'avenir de la nation azerbaïdjanaise. La faucille et le marteau sont présentés en bonne place au-dessus d'elle alors que les étoiles rouges (symbolisant « le socialisme, sur les cinq continents ») se situe en haut de l'emblème, pour la victoire du communisme et le « monde socialiste de la communauté d'États ». Le bord extérieur représente les symboles caractéristiques de l'agriculture du blé et du coton.
Le slogan sur la bannière « Prolétaires de tous les pays, unissez-vous! » est à la fois en russe et en azéri. Dans la translittération soviétique d'Azerbaïdjan, la phrase est Бүтүн өлк ə л ə рин пролетарлары, бирл ə шин! Dans le contexte actuel de l'alphabet latin de la langue, il se lirait Bütün ölkələrin proletarları, birləşin!
Le nom complet de la république socialiste soviétique d'Azerbaïdjan est explicité en russe et en azéri.
L'emblème a été remplacé en 1992 en faveur de l'actuel Azerbaïdjan,.